# Bupleurum
Bupleurum és un gènere de plantes amb flor de la família de les apiàcies (Apiaceae). És un gènere gran, amb més de 200 espècies acceptades, entre elles:
- Bupleurum affine Sadler
- Bupleurum alpigenum Jord. & Fourr.
- Bupleurum americanum Coult. & Rose
- Bupleurum angulosum L.
- Bupleurum benoistii
- Bupleurum chinense
- Bupleurum croceum Fenzl
- Bupleurum dianthifolium
- Bupleurum elatum
- Bupleurum falcatum L.
- Bupleurum fruticescens L. - fenoll de llop
- Bupleurum fruticosum L.
- Bupleurum gerardi All.
- Bupleurum gibraltarium Lam.
- Bupleurum kakiskalae
- Bupleurum lancifolium Hornem.
- Bupleurum longifolium L.
- Bupleurum montanum L.
- Bupleurum petraeum L.
- Bupleurum praealtum L.
- Bupleurum ranunculoides L.
- Bupleurum rigidum L.
- Bupleurum rotundifolium L.
- Bupleurum semicompositum L.
- Bupleurum spinosum Gouan
- Bupleurum stellatum L.
- Bupleurum subovatum Link ex Spreng.
- Bupleurum tenuissimum L.
- Bupleurum virgatum Cav.